# Tekovská Breznica
Tekovská Breznica (maďarsky: Barsberzence, německy Bresnitz an der Gran) je obec na Slovensku v okrese Žarnovica, v Banskobystrickém kraji. Leží na levém břehu řeky Hron, patnáct kilometrů jižně od Nové Baně a pět kilometrů severně od obce Hronský Beňadik. Územím obce prochází rychlostní silnice R1. První písemná zmínka o obci pochází z roku 1276.

## Geografie
Obec leží na jihozápadních pahorcích Štiavnických vrchů, v údolí mezi vrchy Veľký Inovec a Priesil. Nadmořská výška obce se pohybuje mezi 186 a 746 metry. Obcí protéká řeka Hron. Nedaleko Tekovské Breznice se tyčí nejmladší sopka Slovenska Putikov vŕšok, a pod kopcem Chemelinie je lávová jeskyně Sezam. Blízká osídlení jsou Orovnica, Nová Baňa a Hronský Beňadik.

## Památky
Římskokatolický kostel Narození Panny Marie
Kostel, postavený v románském slohu je nejstarší památkou Tekovské Breznice. Byl postaven v 14. století na vyvýšeném místě nad obcí. V roce 1674 byla obec napadena Turky, kteří ji vypálili. Kostel byl obnoven v roce 1734. V 18. století kostel přestavěli v barokním slohu, ale v roce 1856 jej zničil požár. Na přelomu let 1912-13 byla stavba přestavěna a rozšířena. V roce 1993 byl kostel kompletně rekonstruován. Boční oltáře, které zobrazují Ježíšovo Božské Srdce a Pannu Marii, a 14 litografií křížové cesty pochází z roku 1914. V kostele jsou sochy svatého Antona, svatého Jozefa, Krista kážícího a Panny Marie. Varhany vyrobila firma Otto Rieger v Budapešti v roce 1940. Ve věži jsou zavěšeny čtyři bronzové zvony, které byly ulity v Brně a v Budapešti.